# Свети Петър (връх, Верила)
 Тази статия е за върха във Верила.  За върха в Пирин вижте Свети Петър (връх, Пирин).  За други значения вижте Свети Петър.
Свети Петър е връх на Верила планина. Надморската му височина е 1191,1 м. Принадлежи към Руйско-Верилската планинска редица.
До върха може да се достигне по черни пътища от хижа Белчински рай или от село Клисура.